# Coefficient multiplicateur (informatique)
Pour les articles homonymes, voir Coefficient multiplicateur.
Le coefficient multiplicateur d'un processeur permet d'en déterminer la fréquence d'horloge.
Ladite fréquence est obtenue en multipliant celle du bus système par le coefficient du processeur. Pour les bus système dits « quad pumped » d'Intel, la fréquence d'horloge correspond au quart de la fréquence de fonctionnement.